# Адміністративний устрій Вознесенського району
Адміністративний устрій Вознесенського району — адміністративно-територіальний поділ Вознесенського району Миколаївської області на 1 міську, 1 селищну, 3 сільські громади та 4 сільські ради, які об'єднують 47 населених пунктів та підпорядковані Вознесенській районній раді. Адміністративний центр — місто Вознесенськ, що є містом обласного значення і до складу району не входить.

## Список громадВознесенського району
- Бузька сільська громада
- Вознесенська міська громада
- Дорошівська сільська громада
- Олександрівська селищна громада
- Прибужанівська сільська громада

## Список радВознесенського району
| № | Назва                      | Центр             | Населені пункти                                                            | Площа км² | Місце за площею | Населення (2001), чол. | Місце за населенням | Розташування |
| - | -------------------------- | ----------------- | -------------------------------------------------------------------------- | --------- | --------------- | ---------------------- | ------------------- | ------------ |
| 1 | Вознесенська сільська рада | c-ще Вознесенське | c-ще Вознесенське с. Малосолоне с. Рацинська Дача с. Солдатське с. Степове |           |                 |                        |                     |              |
| 2 | Григорівська сільська рада | c. Григорівське   | c. Григорівське с. Василівка                                               |           |                 |                        |                     |              |
| 3 | Мічурінська сільська рада  | c. Щербанівське   | c. Щербанівське с. Трудове                                                 |           |                 |                        |                     |              |
| 4 | Щербанівська сільська рада | c. Щербані        | c. Щербані с. Новоукраїнка с. Троїцьке с. Шевченко                         |           |                 |                        |                     |              |

* Примітки: м. — місто, с-ще — селище, смт — селище міського типу, с. — село